# Nicolae Grigorie-Lăcrița

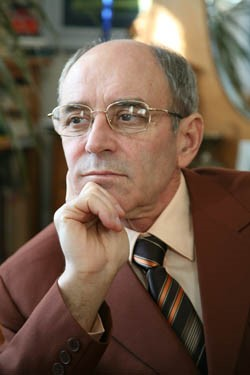
Portret Nicolae Grigorie-Lăcrița

Nicolae Grigorie-Lăcrița (pseudonimul lui  Nicolae Grigorie, n. 20 aprilie 1948, Lăcrița, județul Dolj) este autor a 101 cărți, 31 de lucrări, 160 studii și 2600 articole de economie și fiscalitate. O parte din aceste opere sunt recunoscute și folosite ca subiect de studiu și cercetare.

## Studii
A absolvit Facultatea de Științe Economice din Craiova, curs de zi, secția Finanțe, promoția 1975. A devenit doctor în economie din anul 1982.

## Activitate profesională
După terminarea facultății, a lucrat în unități de producție, în compartimentele: financiar-contabilitate; calculația costurilor, prețurilor și tarifelor; organizarea și normarea muncii; retribuirea muncii. 
Între anii 1991 – 2012 a lucrat la Direcția Generală a Finanțelor Publice Dolj în activitățile de control fiscal, metodologie, asistență contribuabili. 
Este doctor în economie (din 1981), conferențiar universitar, disciplinele predate fiind „Finanțe publice” și „Fiscalitate”. 
Practician de elită și deopotrivă teoretician, N. Grigorie – Lăcrița are publicate în literatura de specialitate 101 de cărți, 31 de lucrări, 160 studii și peste 2.600 de articole, pe probleme economice, cele mai multe pe teme de fiscalitate, foarte apreciate pentru utilitatea lor practică și contribuția adusă la îmbunătățirea legislației fiscale și a reglementărilor de aplicare a acesteia.
Colaborarea cu mass-media (ziare locale și centrale) s-a concretizat în publicarea, în aceastea, a peste 240 de articole.
Pe Internet, lucrările autorului pot fi găsite la o simplă căutare pe Google, folosind termenul „N. Grigorie – Lăcrița”.
Dintre miile de propuneri și soluții exprimate pentru îmbunătățirea legislației fiscale și a reglementărilor de aplicare a acesteia, peste 100 au fost adoptate, contribuind la perfecționarea sistemului fiscal, al celui de pensii, al asigurărilor sociale de sănătate și de șomaj.
În perioada 1999 – 2005, a publicat, pe cont propriu, revista „Ghid Fiscal”, devenită un instrument practic util pentru agenții economici și specialiștii din domeniul financiar-contabil. Aceasta a ajuns la un tiraj maxim de 28.000 de exemplare, cu o desfacere de până în 17 județe.
Este evaluator în specialitatea evaluare economică și financiară a întreprinderilor și expert contabil, membru al Corpului Experților Contabili și Contabililor Autorizați din România.
Cercetător de prestigiu și profund cunoscător al fiscalității în practică, N. Grigorie – Lăcrița a încheiat și a executat 45 contracte de cercetare științifică cu diferiți agenți economici din țară și străinătate, pe probleme de interes major, soluțiile oferite fiind susținute de aceștia, de organizațiile lor patronale și sindicale, în îmbunătățirea anumitor prevederi legale.
Grupul de presă și editură „Tribuna economică” București, editor a 11 dintre cele mai apreciate reviste din țară din domeniul economic, i-a acordat, în anul 1999, „LAURII  Tribunei economice” (echivalent al Premiului I pe țară, premiul care se acorda o dată la 5 ani), primind „Diploma”, „Medalia” și „Coroana de LAUREAT” pentru contribuția la abordarea problemelor fiscalității. De asemenea, în anul 2004 i s-au acordat, pentru a doua oară, „LAURII  Tribunei economice”, primind „Diploma” și „Medalia”.